# Dejan Joveljić
Dejan Joveljić (serbisch-kyrillisch Дејан Јовељић, * 7. August 1999 in Bijeljina, Bosnien und Herzegowina) ist ein serbischer Fußballspieler. Der Stürmer, der normalerweise als Mittelstürmer agiert und auch in der Lage ist, als Flügelspieler zu spielen, steht bei Sporting Kansas City in der MLS unter Vertrag und ist seit 2021 A-Nationalspieler.

## Karriere

### Verein
Joveljić wurde in Bosnien und Herzegowina geboren und spielte beim örtlichen Klub Sloga Junajted, bevor er 2010 in jungen Jahren zum serbischen Spitzenklub Roter Stern Belgrad wechselte. Nach fast sieben Jahren im Verein, in denen er alle Jugendmannschaften durchlaufen hatte, unterzeichnete Joveljić am 16. März 2016 seinen ersten Profivertrag und wurde im selben Jahr erstmals in die erste Mannschaft berufen. Er gab sein Debüt in der SuperLiga am 10. Dezember 2017 bei einem 3:0-Heimsieg gegen Borac Čačak. Kurz darauf erzielte er sein erstes Tor für den Verein in der folgenden Meisterschaftsrunde gegen Spartak Subotica, womit er zum späteren Titelgewinn von Roter Stern beitrug.
In der folgenden Saison 2018/19 konnte er seinen zweiten Meistertitel feiern, zu dem er mit 5 Toren in 13 Spielen in der regulären Saison und weiteren 3 Toren in 4 Spielen in der Meisterschaftsrunde beitragen konnte. Er gab zudem sein Debüt in der UEFA Champions League in einem Spiel gegen die SSC Neapel.
Zur Saison 2019/20 wechselte Joveljić nach Deutschland zum Bundesligisten Eintracht Frankfurt, bei dem er einen Vertrag mit einer Gültigkeit bis zum 30. Juni 2024 unterschrieb. Am 25. Juli 2019 bestritt er in der Europa-League-Qualifikation gegen den FC Flora Tallinn sein erstes Pflichtspiel für die Eintracht. In diesem Spiel erzielte er als Einwechselspieler das Tor zum 2:1-Endstand. Der Serbe erreichte mit Frankfurt erst die Gruppenphase und schließlich die Finalrunde des Wettbewerbs, wurde dort jedoch nicht eingesetzt. Es folgten vier Bundesligaspiele sowie ein Pokaleinsatz inklusive eines Treffers.
Ende Januar 2020 wurde Joveljić bis Saisonende in die erste belgische Liga an den RSC Anderlecht verliehen. Für diesen bestritt er fünf von sechs möglichen Spielen, bevor die Saison infolge der COVID-19-Pandemie abgebrochen wurde. Zur neuen Saison 2020/21 kehrte er zunächst zu Eintracht Frankfurt zurück. Im August 2020 wurde er nach Österreich an den Wolfsberger AC weiterverliehen. Während der Leihe absolvierte Joveljić alle 32 Saisonpartien in der österreichischen Bundesliga und erzielte dabei 17 Tore, damit war er hinter Patson Daka und Nikolai Baden Frederiksen der drittbeste Torschütze der Liga. Neben den 32 Ligaeinsätzen kam er in allen 8 Partien der Kärntner in der UEFA Europa League zum Einsatz und machte dabei 2 Tore, eines davon war das entscheidende 1:0 im letzten Gruppenspiel gegen Feyenoord Rotterdam, das dem WAC das erstmalige Aufsteigen in das Sechzehntelfinale sicherte. Weiters absolvierte der Stürmer noch vier Partien im ÖFB-Cup für den WAC sowie zwei Partien im Bundesliga-internen Playoff um den letzten Conference-League-Platz gegen den FK Austria Wien, in dem die Wolfsberger allerdings zwei Niederlagen einfuhren.
Zur Saisonvorbereitung 2021 kehrte der Serbe zunächst zu Eintracht Frankfurt zurück, wechselte jedoch Anfang August 2021 in die laufende Saison 2021 der Major League Soccer zur LA Galaxy. Er unterschrieb einen Vertrag bis zum 31. Dezember 2025. Nach dem Gewinn des MLS Cup 2024 mit Galaxy wechselte Joveljić im Februar 2025 gegen eine Ablösesumme von vier Millionen US-Dollar zu Sporting Kansas City.

### Nationalmannschaft
Joveljić durchlief verschiedene Jugendauswahlen Serbiens von der U16 bis zur U21. Mit der U17 spielte er bei der U17-Europameisterschaft 2016 in Aserbaidschan, kam mit seinem Team jedoch nicht über die Gruppenphase hinaus. Auch mit der U21 scheiterte er bei der U21-Europameisterschaft 2019 in Italien in der Gruppenphase. Insgesamt erzielte er für Jugendnationalmannschaften 26 Tore in 67 Spielen.
Im Juni 2021 debütierte der Stürmer in der A-Nationalmannschaft. Im Juni 2023 gelangen ihm beim 3:2-Sieg in einem Freundschaftsspiel gegen Jordanien seine ersten beiden Länderspieltore.

## Trivia
Joveljić spielt auch Schach und nahm an der Europameisterschaft im Blitzschach 2023 in Zagreb teil, wo er mit einer Eloperformance von 1982 auf Platz 330 von 556 gemeldeten Teilnehmern kam.

## Titel
- Serbischer Meister: 2018, 2019
- Meister der Major League Soccer: 2024